# Alessandro Gamberini
Alessandro Gamberini (Bologna, 27 agosto 1981) è un ex calciatore italiano, di ruolo difensore, tecnico in seconda dell'Atalanta U23.

## Biografia
Ha un fratello di nome Alberto, oltre ad avere avuto due figlie da due donne diverse.

## Caratteristiche tecniche
Molto abile nel colpo di testa, giocava come difensore centrale e possedeva una buona fisicità.

## Carriera

### Club

#### Gli esordi
Cresce nelle giovanili della squadra della sua città, il Bologna, dove gioca prevalentemente come difensore centrale, venendo però impiegato talvolta anche come terzino. Esordisce in Serie A (la squadra era allenata a quel tempo da Francesco Guidolin) il 9 gennaio 2000, giocando dal primo minuto nella partita Lazio-Bologna, terminata poi 3-1 per la squadra di casa. Entrato in pianta stabile nella rosa della prima squadra, nelle stagioni comprese fra il 1999 ed il 2002 gioca un totale di 34 partite, conquistando anche la maglia della Nazionale Under-21.
A Bologna però non riesce ancora a ritagliarsi un posto da titolare e quindi viene mandato in prestito all'Hellas Verona in Serie B. Con la squadra gialloblù, allenata da Alberto Malesani, colleziona 20 presenze in campionato prima di fermarsi per un infortunio. Tornato nella squadra della sua città, diventa titolare nella formazione messa in campo da Carlo Mazzone e gioca 44 partite nelle successive 2 stagioni, fino alla retrocessione in B.

#### Fiorentina
Nel 2005, a 24 anni, si trasferisce a titolo definitivo alla Fiorentina per una cifra vicina ai 3 milioni di euro. Nella sua prima stagione a Firenze, nel 2005-2006, il suo impiego viene limitato a causa di qualche infortunio; Prandelli lo utilizza in 19 occasioni. Dalla stagione successiva diventa titolare al centro della difesa, spesso in coppia con il capitano Dainelli, contribuendo a rendere la difesa della Fiorentina una delle meno battute del campionato.

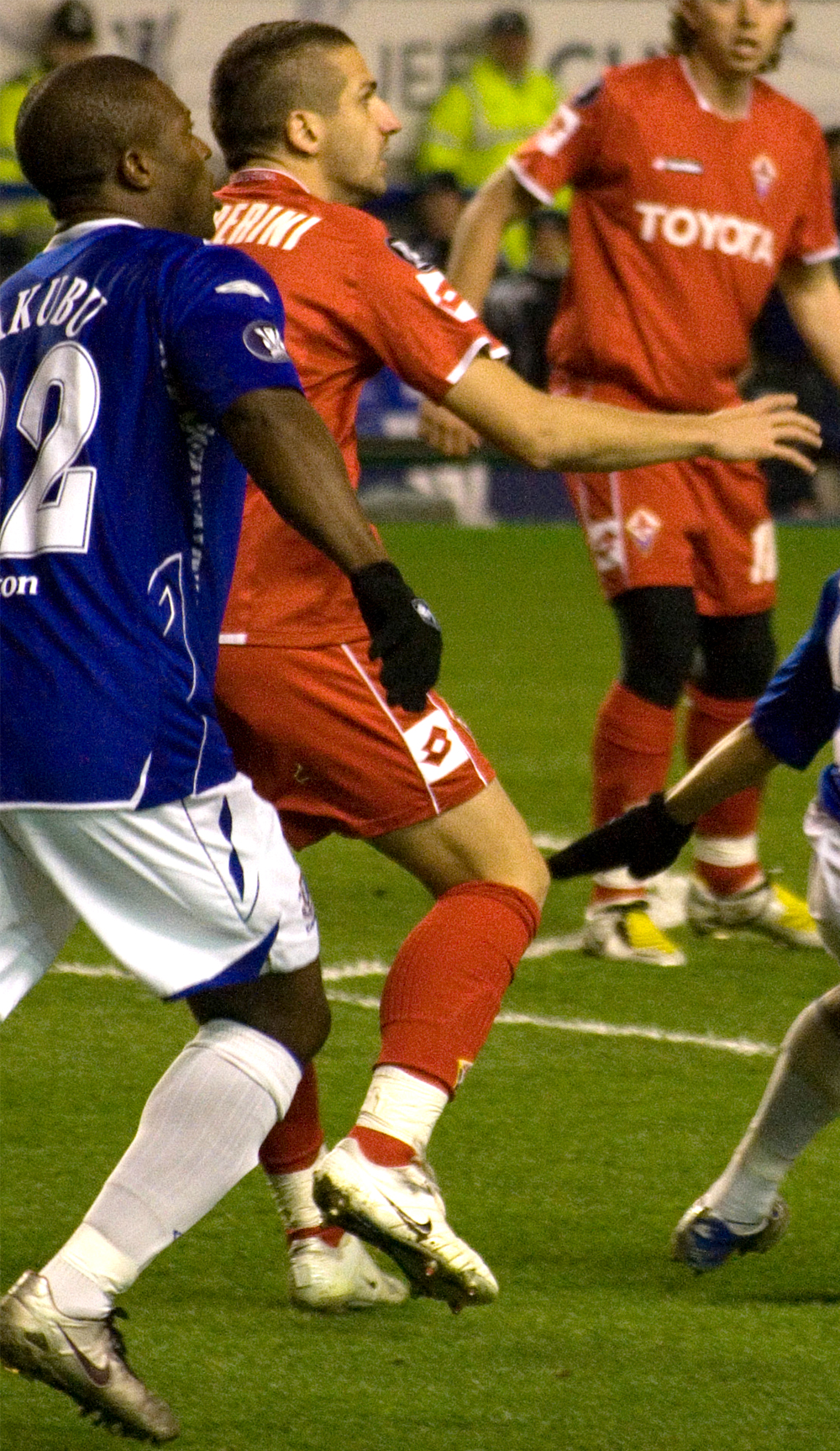
Gamberini in Coppa UEFA contro l'.

Nella stagione 2006-2007, superati quasi completamente i problemi fisici, gioca molto di più e colleziona 28 presenze in Serie A, 26 delle quali da titolare, più una da titolare in Coppa Italia. Il 4 marzo 2007, durante la partita Fiorentina-Torino terminata col punteggio di 5-1, mette a segno una doppietta, assicurandosi così i suoi primi due gol nei campionati professionistici dopo 134 presenze totali. In precedenza aveva segnato solo un gol in Coppa Italia con la maglia del Bologna. Nella stagione 2007-2008 gioca 31 partite da titolare in Serie A, saltando solo 7 gare per acciacchi fisici. In questo stesso anno debutta in Europa giocando la Coppa UEFA: nel torneo, che vede i fiorentini giungere alle semifinali, Gamberini disputa 9 partite, tutte da titolare. In questa stessa stagione gioca anche una partita in Coppa Italia, subentrando nell'intervallo. Il campionato 2007-2008, si conclude con la qualificazione ai preliminari di Champions League.
La stagione 2008-2009 inizia con il doppio incontro di qualificazione alla Champions League, vinto contro lo Slavia Praga. Deve saltare la prima gara della fase a gironi di Champions League per via di un infortunio alla spalla; recupera per il secondo incontro e quindi esordisce nella competizione all'età di 28 anni. Successivamente gioca tutte le altre partite del girone, fase che la Fiorentina non riesce superare arrivando terza e venendo pertanto "retrocessa" in Coppa UEFA: qui Gamberini gioca entrambe le gare da titolare, con la Viola che viene eliminata dall'Ajax. Al termine della stagione avrà totalizzato 34 presenze, tutte da titolare, in Serie A, con la Fiorentina quarta e qualificata ancora ai preliminari di Champions League.
La stagione 2009-2010 si apre con la qualificazione alla fase finale di Champions League ottenuta, grazie all'1-1 in casa e al 2-2 in trasferta, a spese dello Sporting Lisbona. Gamberini è protagonista di un'annata positiva, travagliata però da continui infortuni: colleziona infatti 4 presenze in Europa, tutte da titolare, una da titolare in Coppa Italia e 18 in campionato, 16 delle quali dal primo minuto (con un'espulsione all'ultima giornata). La Fiorentina chiude la stagione dodicesima in A ed eliminata agli ottavi di Champions dal Bayern Monaco. Nella stagione seguente è costretto a saltare le prime due gare di campionato a causa dell'espulsione rimediata all'ultima giornata del torneo precedente. Rientra alla terza giornata in Fiorentina-Lazio 1-2, giocando poi le partite successive; contro la Roma, dopo l'uscita dal campo di Donadel, indossa per la prima volta la fascia di capitano. Per un affaticamento salta la gara persa con il Milan alla tredicesima giornata.
All'inizio della sua settima stagione con la Fiorentina, il 17 luglio 2011, viene nominato come nuovo capitano della squadra.

#### Napoli
Il 16 luglio 2012 passa a titolo definitivo al Napoli assieme a Valon Behrami, per una cifra di 1,5 milioni di euro, firmando un contratto biennale con opzione per il terzo.
Il 16 settembre 2012, contro il Parma, fa il suo esordio in campionato con la compagine partenopea, subentrando a Salvatore Aronica. Con il titolare Britos infortunato e le sue contemporanee buone prestazioni, scavalca Aronica nelle gerarchie e diviene il titolare della squadra. Anche dopo il rientro di Britos, continua a giocare con continuità come centrale in una difesa a tre (complice la contemporanea squalifica di Paolo Cannavaro). Il 16 dicembre l'ex difensore della Fiorentina mette a segno il suo primo gol in maglia azzurra nella partita persa contro il Bologna, squadra con cui collezionò 84 presenze, mettendo a segno il gol del momentaneo pareggio dei partenopei, con la partita che si conclude con una sconfitta per 2-3.

#### Genoa
Il 22 agosto 2013 passa in prestito al Genoa. Esordisce con la maglia rossoblù il 15 settembre in occasione del derby vinto per 3-0 contro la Sampdoria. Conclude la stagione con 10 presenze in campionato e zero in Coppa Italia.

#### Chievo
Rientrato al Napoli, il 24 luglio 2014 viene ceduto a titolo definitivo al Chievo Verona, firmando un contratto biennale con opzione per il terzo anno. Esordisce con la maglia del Chievo alla seconda giornata di campionato al San Paolo contro il Napoli subentrando ad Izco. Dopo qualche mese tra infortuni e panchine conquista il posto da titolare, , alternandosi con il compagno di reparto Cesar. Conclude la stagione con 20 presenze in campionato. Il campionato successivo parte da titolare disputando dal primo minuto sia la partita del terzo turno di Coppa Italia contro la Salernitana che la prima giornata di campionato contro l'Empoli.
Il 4 maggio 2016 rinnova con la società veronese fino al 2019.
A fine stagione 2018 si ritira dal calcio.

### Nazionale
Nel 2004 con la Nazionale Under-21 guidata da Gentile vince l'Europeo U-21, dopo aver sostituito l'infortunato Paolo Cannavaro nei 23 convocati.
Nel 2006 conquista la sua prima convocazione in Nazionale maggiore, con il c.t. Lippi, in occasione di uno stage pre-Mondiale. Nell'agosto 2006 viene convocato dal nuovo c.t. Donadoni in occasione di un'amichevole contro la Croazia, ma non viene impiegato. Esordisce a 26 anni, il 17 ottobre 2007, giocando come titolare nella partita amichevole Italia-Sudafrica (2-0) disputata a Siena.
Il 2 giugno 2008, dopo l'infortunio in allenamento del capitano Fabio Cannavaro, viene convocato al suo posto per l'Europeo 2008, quando il gruppo degli Azzurri si trova già in ritiro in Austria ad una settimana dalla prima partita. Gamberini viene convocato in Nazionale il successivo 6 settembre e riesce a esordire da titolare nella gara di qualificazione ai Mondiali in Sud Africa, ma dopo 5 minuti viene sostituito per un infortunio alla spalla. Viene poi convocato per la Confederations Cup 2009 in Sudafrica.
Torna in Nazionale il 7 giugno 2011, impiegato dal suo ex allenatore Prandelli nella partita amichevole Italia-Irlanda (0-2) disputata a Liegi.

### Allenatore
Dopo aver appeso gli scarpini al chiodo, diventa allenatore dell’Under-17 del Chievo. Nel settembre del 2019, ottiene la licenza di allenatore UEFA A dopo aver frequentato il corso abilitante a Coverciano.
Nella stagione 2019-2020, assume l'incarico di vice-allenatore di Tommaso Chiecchi all’Ambrosiana, formazione militante in Serie D.
Per la stagione successiva, va a ricoprire il ruolo di allenatore in seconda di Luigi Fresco  alla Virtus Verona, militante in Serie C. A fine stagione, viene confermato per un'altra annata nello stesso ruolo.
Il 9 giugno 2022 lascia la Virtus Verona, chiamato da Ivan Javorčić per il ruolo di vice-allenatore al Venezia, in Serie B. Il 31 ottobre seguente però, con la squadra in piena zona retrocessione, vengono sollevati dall'incarico.

## Statistiche

### Presenze e reti nei club
| Stagione          | Squadra           | Campionato        | Campionato | Campionato | Coppe nazionali | Coppe nazionali | Coppe nazionali | Coppe continentali | Coppe continentali | Coppe continentali | Altre coppe | Altre coppe | Altre coppe | Totale | Totale |
| Stagione          | Squadra           | Comp              | Pres       | Reti       | Comp            | Pres            | Reti            | Comp               | Pres               | Reti               | Comp        | Pres        | Reti        | Pres   | Reti   |
| ----------------- | ----------------- | ----------------- | ---------- | ---------- | --------------- | --------------- | --------------- | ------------------ | ------------------ | ------------------ | ----------- | ----------- | ----------- | ------ | ------ |
| 1999-2000         | Bologna           | A                 | 4          | 0          | -               | -               | -               | -                  | -                  | -                  | -           | -           | -           | 4      | 0      |
| 2000-2001         | Bologna           | A                 | 15         | 0          | -               | -               | -               | -                  | -                  | -                  | -           | -           | -           | 15     | 0      |
| 2001-2002         | Bologna           | A                 | 15         | 0          | CI              | 1               | 0               | -                  | -                  | -                  | -           | -           | -           | 16     | 0      |
| 2002-2003         | Verona            | B                 | 20         | 0          | -               | -               | -               | -                  | -                  | -                  | -           | -           | -           | 20     | 0      |
| 2003-2004         | Bologna           | A                 | 16         | 0          | CI              | 3               | 1               | -                  | -                  | -                  | -           | -           | -           | 19     | 1      |
| 2004-2005         | Bologna           | A                 | 28+2       | 0          | CI              | 2               | 0               | -                  | -                  | -                  | -           | -           | -           | 32     | 0      |
| Totale Bologna    | Totale Bologna    | Totale Bologna    | 78+2       | 0          |                 | 6               | 1               |                    |                    |                    |             |             |             | 86     | 1      |
| 2005-2006         | Fiorentina        | A                 | 19         | 0          | CI              | 3               | 0               | -                  | -                  | -                  | -           | -           | -           | 22     | 0      |
| 2006-2007         | Fiorentina        | A                 | 28         | 3          | CI              | 1               | 0               | -                  | -                  | -                  | -           | -           | -           | 29     | 3      |
| 2007-2008         | Fiorentina        | A                 | 31         | 1          | CI              | 1               | 0               | CU                 | 9                  | 0                  | -           | -           | -           | 41     | 1      |
| 2008-2009         | Fiorentina        | A                 | 34         | 0          | CI              | 0               | 0               | UCL+CU             | 5+1                | 0                  | -           | -           | -           | 40     | 0      |
| 2009-2010         | Fiorentina        | A                 | 18         | 0          | CI              | 1               | 0               | UCL                | 5+2                | 0                  | -           | -           | -           | 26     | 0      |
| 2010-2011         | Fiorentina        | A                 | 35         | 1          | CI              | 1               | 0               | -                  | -                  | -                  | -           | -           | -           | 36     | 1      |
| 2011-2012         | Fiorentina        | A                 | 29         | 1          | CI              | 1               | 0               | -                  | -                  | -                  | -           | -           | -           | 30     | 1      |
| Totale Fiorentina | Totale Fiorentina | Totale Fiorentina | 194        | 6          |                 | 8               | 0               |                    | 22                 | 0                  |             | -           | -           | 224    | 6      |
| 2012-2013         | Napoli            | A                 | 25         | 1          | CI              | 0               | 0               | UEL                | 5                  | 0                  | SI          | 0           | 0           | 30     | 1      |
| 2013-2014         | Genoa             | A                 | 10         | 0          | CI              | 0               | 0               | -                  | -                  | -                  | -           | -           | -           | 10     | 0      |
| 2014-2015         | Chievo            | A                 | 20         | 0          | CI              | 0               | 0               | -                  | -                  | -                  | -           | -           | -           | 20     | 0      |
| 2015-2016         | Chievo            | A                 | 22         | 0          | CI              | 1               | 0               | -                  | -                  | -                  | -           | -           | -           | 23     | 0      |
| 2016-2017         | Chievo            | A                 | 20         | 1          | CI              | 1               | 0               | -                  | -                  | -                  | -           | -           | -           | 24     | 1      |
| 2017-2018         | Chievo            | A                 | 23         | 0          | CI              | 1               | 0               | -                  | -                  | -                  | -           | -           | -           | 24     | 0      |
| Totale Chievo     | Totale Chievo     | Totale Chievo     | 85         | 1          |                 | 3               | 0               |                    | -                  | -                  |             | -           | -           | 88     | 1      |
| Totale carriera   | Totale carriera   | Totale carriera   | 412+2      | 8          |                 | 17              | 1               |                    | 27                 | 0                  |             | 0           | 0           | 458    | 9      |

### Cronologia presenze e reti in nazionale
| Cronologia completa delle presenze e delle reti in nazionale ― Italia | Cronologia completa delle presenze e delle reti in nazionale ― Italia | Cronologia completa delle presenze e delle reti in nazionale ― Italia | Cronologia completa delle presenze e delle reti in nazionale ― Italia | Cronologia completa delle presenze e delle reti in nazionale ― Italia | Cronologia completa delle presenze e delle reti in nazionale ― Italia | Cronologia completa delle presenze e delle reti in nazionale ― Italia | Cronologia completa delle presenze e delle reti in nazionale ― Italia |
| Data                                                                  | Città                                                                 | In casa                                                               | Risultato                                                             | Ospiti                                                                | Competizione                                                          | Reti                                                                  | Note                                                                  |
| --------------------------------------------------------------------- | --------------------------------------------------------------------- | --------------------------------------------------------------------- | --------------------------------------------------------------------- | --------------------------------------------------------------------- | --------------------------------------------------------------------- | --------------------------------------------------------------------- | --------------------------------------------------------------------- |
| 17-10-2007                                                            | Siena                                                                 | Italia                                                                | 2 – 0                                                                 | Sudafrica                                                             | Amichevole                                                            | -                                                                     |                                                                       |
| 6-2-2008                                                              | Zurigo                                                                | Italia                                                                | 3 – 1                                                                 | Portogallo                                                            | Amichevole                                                            | -                                                                     |                                                                       |
| 6-9-2008                                                              | Larnaca                                                               | Cipro                                                                 | 1 – 2                                                                 | Italia                                                                | Qual. Mondiali 2010                                                   | -                                                                     |                                                                       |
| 19-11-2008                                                            | Atene                                                                 | Grecia                                                                | 1 – 1                                                                 | Italia                                                                | Amichevole                                                            | -                                                                     |                                                                       |
| 6-6-2009                                                              | Pisa                                                                  | Italia                                                                | 3 – 0                                                                 | Irlanda del Nord                                                      | Amichevole                                                            | -                                                                     |                                                                       |
| 10-6-2009                                                             | Pretoria                                                              | Italia                                                                | 4 – 3                                                                 | Nuova Zelanda                                                         | Amichevole                                                            | -                                                                     |                                                                       |
| 14-10-2009                                                            | Parma                                                                 | Italia                                                                | 3 – 2                                                                 | Cipro                                                                 | Qual. Mondiali 2010                                                   | -                                                                     |                                                                       |
| 7-6-2011                                                              | Liegi                                                                 | Italia                                                                | 0 – 2                                                                 | Irlanda                                                               | Amichevole                                                            | -                                                                     |                                                                       |
| Totale                                                                |                                                                       | Presenze                                                              | 8                                                                     |                                                                       | Reti                                                                  | 0                                                                     |                                                                       |

## Palmarès

### Nazionale
- Campionato d'Europa Under-21: 1

Germania 2004